# GIDAS
GIDAS (German In-Depth Accident Study) ist ein Gemeinschaftsprojekt der Bundesanstalt für Straßenwesen (BASt) und der Forschungsvereinigung Automobiltechnik e.V. (FAT) und wurde im Jahr 1999 ins Leben gerufen. Ziel des GIDAS-Projektes ist die umfassende Dokumentation von Verkehrsunfällen mit Personenschäden in zwei Erhebungsgebieten in Deutschland.

## Organisationsform
GIDAS ist ein Kooperationsprojekt der Bundesanstalt für Straßenwesen (BASt) und der Forschungsvereinigung Automobiltechnik e.V. (FAT). Der Steuerkreis von GIDAS setzt sich aus den Vertretern der BASt, des Arbeitskreises 3 der FAT e.V. sowie der Forschungsnehmer zusammen. Im GIDAS Lenkungsausschuss sind folgende Firmen vertreten: Ford, Volkswagen AG, Mercedes-Benz Group, Opel, Porsche, Autoliv und TRW (Unternehmen). Die Forschungsnehmer sind die Verkehrsunfallforschung an der TU Dresden GmbH (VUFO) sowie die Medizinische Hochschule Hannover (MHH).

## Geschichte der deutschen In-Depth-Forschung
Bereits in den 1970er Jahren wurden auf Initiative der Automobilhersteller in Deutschland erste sogenannte „In-Depth Investigation Teams“ zusammengestellt. 1973 etablierte die BASt ein unabhängig arbeitendes Team an der MHH, welches mit der TU Berlin kooperierte. Im Zuge der Europäisierung und Globalisierung wuchs die Bedeutung der In-Depth Erhebungen auch international an und einige Länder unterhalten heutzutage ähnliche Erhebungsteams. Zur Optimierung der Straßen- und Fahrzeugsicherheit lag eine Kooperation zwischen dem Bund und den Automobilherstellern nah, welche sich 1999 mit dem Gemeinschaftsvorhaben GIDAS realisierte. Hierzu wurde das Erhebungsgebiet in Hannover erweitert und im Großraum Dresden ein zweites Team aufgebaut. Seit dem 1. Juli 1999 werden somit die Informationen zu Verkehrsunfällen in zwei deutschen Großstädten und deren Umgebung mit differenter Infrastruktur, Geographie und Topographie erhoben.

## Erhebungsmethodik
Die Verkehrsunfälle werden anhand eines Stichprobenverfahrens erfasst. Eingang in die Erhebung finden Unfälle, die folgenden Kriterien entsprechen:
- Verkehrsunfall mit Personenschaden
- Der Unfall liegt innerhalb des Erhebungsgebietes
- Der Unfall ereignete sich innerhalb der Erhebungszeiten

Die Unfalldokumentation erfolgt täglich während zwei sechsstündiger Einsatzschichten, die wöchentlich wechseln:
Woche 1: 00.00 bis 06.00 Uhr und 12.00 bis 18.00 Uhr
Woche 2: 06.00 bis 12.00 Uhr und 18.00 bis 24.00 Uhr
Dadurch ist es möglich, über das ganze Jahr verteilt alle Tageszeitintervalle zu erfassen.
Während der Erhebungszeiten werden den Forschungsteams fortlaufend alle Verkehrsunfälle durch die Einsatzzentralen der Polizei und Rettungsdienste sowie der Feuerwehr gemeldet, aus denen dann nach einem festgelegten Stichprobenverfahren Unfälle ausgewählt werden. Zur Unfalldatenaufnahme steht in jeder Schicht ein Aufnahmeteam bereit, welches sich aus zwei Technikern, einem Mediziner und einem Koordinator zusammensetzt. Dem Aufnahmeteam stehen zur Erhebung je zwei Einsatzfahrzeuge mit Rundumkennleuchte (RKL), Sondersignalen und Funk zur Verfügung. Bei Erfüllung der Einsatzkriterien kann die Fahrt zur Unfallstelle, dank einer Sondergenehmigung, unter Nutzung der Sondersignale nach §38 Wegerecht erfolgen. Zur Dokumentation und Vermessung vor Ort werden verschiedene Kameras, Messgeräte und teilweise die MDE-Software UNIDATO mit spezieller Hardware für die mobile Datenerhebung, eingesetzt.

### Erhebungsgebiete
Hannover:
- Radius um Hannover von 30 bis 35 km
- Region Hannover
- Einwohner ca. 1,2 Mio., Fläche ca. 2.289 km²
- Topografisch vorwiegend flaches Gelände

Dresden:
- Radius um Dresden von 40 bis 45 km
- Stadtgebiet von Dresden, Landkreis Sächsische Schweiz-Osterzgebirge sowie Teile der Landkreise Meißen und Bautzen
- Einwohner ca. 1 Mio., Fläche ca. 3.000 km²
- Im Norden Flachland, im Süden Höhenzüge bis zu 700 m ü. NN

### Datenumfang
Durch die Erhebungen in den beiden Gebieten werden jährlich Informationen von etwa 2.000 Verkehrsunfällen erfasst, die bis zu 3.000 Einzelinformationen je Unfall beinhalten. Dabei werden sowohl technische als auch medizinische Unfalldaten gesammelt.
Dazu zählen unter anderem:
- Umweltbedingungen
- Straßengestaltung, Verkehrsregelung, bauliche Besonderheiten
- Fahrzeugdeformationen
- Anprallstellen von Insassen bzw. anderen Verkehrsteilnehmern
- Technische Kenndaten wie Fahrzeugart und technische Ausstattung
- Crashinformationen und Kennwerte, u. a. Kollisions- und Fahrgeschwindigkeit, Delta v und EES, Deformationstiefen
- Unfallhergang und Unfallursachen
- Personenspezifische Informationen wie Gewicht, Größe, Alter etc.
- Verletzungsmuster, präklinische und klinische Versorgung

Informationen, die nicht unmittelbar am Unfallort ermittelt werden können, werden im Nachgang recherchiert. Die weitere Behandlung der Unfallopfer wird mit Hilfe von Gesprächen mit Ärzten, Pflegepersonal und dem Patienten selbst im Krankenhaus dokumentiert. 
Jeder erhobene Verkehrsunfall wird rekonstruiert. Der gesamte Unfallablauf wird, beginnend mit der Unfalleinleitung und der Reaktion der Beteiligten, über die Kollisionen bis hin zum Stillstand der Fahrzeuge, nachvollzogen. Dabei werden charakteristische Größen wie Bremsverzögerungen, Einlauf- und Kollisionsgeschwindigkeiten sowie Winkeländerungen ermittelt. Hierzu werden durch den Rekonstrukteur verschiedene Berechnungsmethoden der Handrekonstruktion angewandt und Simulationsprogramme wie PC-Crash genutzt.

## Nutzung der Daten
Die erhobenen Daten und rekonstruierten Unfallabläufe werden in anonymisierter Form in einer Datenbank gespeichert und können so von den Projektteilnehmern betrachtet und in verschiedener Hinsicht analysiert werden.
Für den Gesetzgeber besteht die Möglichkeit, das Unfallgeschehen genauestens zu beobachten und negative Entwicklungen frühzeitig zu erkennen. Die ausführlichen Dokumentationen des Unfallgeschehens, mit detaillierten Informationen zu Fahrzeugdeformationen und Verletzungsquellen für Insassen und äußerer Verkehrsteilnehmer, werden dazu genutzt, um neue Gesetzesgrundlagen und Richtlinien zur Erhöhung der Straßenverkehrssicherheit zu erarbeiten. Auch für die Straßenverkehrstechnik, wie bei der Aufstellung von Verkehrszeichen und Masten bis hin zum Anordnen von Schutzsystemen vor Bäumen, können die GIDAS-Daten wertvolle Hilfestellung geben. Für die Verkehrsplanung liefern die Daten wichtige Informationen zur Optimierung des Straßenbaus und der Verkehrsinfrastruktur. Neben Unfallschwerpunkten können die Sicherheitsniveaus verschiedener Straßen- und Kreuzungstypen bewertet werden.
Die Automobilindustrie nutzt die gewonnenen Erkenntnisse unter anderem dazu, Vergleiche zwischen realem Unfallgeschehen und Crashversuchen vorzunehmen. Die Analysen geben wichtige Hinweise zur Optimierung der Sicherheit von Fahrzeugen und sind Grundlage für zukünftige Ideen und Konzepte in Forschung und Entwicklung der Automobil- und Zulieferindustrie. 
Für das Rettungswesen bieten die Daten wichtige Erkenntnisse der Verletzungsentstehung und der Notfalldiagnostik an der Unfallstelle, die Verbesserungsmöglichkeiten bei der Notfallbehandlung und im Patiententransport aufzeigen können.